# 양쯔강의 에이즈 고아
양쯔강의 에이즈 고아(颍州的孩子, The Blood Of Yingzhou District)는 미국에서 제작된 루비 양 감독의 2006년 다큐멘터리 영화이다.
이 영화는 중화인민공화국 안후이성 푸양시 잉저우구의 고아들에 미친 AIDS의 영향에 관해 다루고 있다. 2007년에 아카데미 단편 다큐멘터리상을 수상했다.